# Boris Michajlov (hockeista su ghiaccio)
Boris Petrovič Michajlov (in russo Борис Петрович Михайлов?; Mosca, 6 ottobre 1944) è un ex hockeista su ghiaccio e allenatore di hockey su ghiaccio sovietico, dal 1992 russo.

## Biografia
Vinse due medaglie d'oro alle olimpiadi invernali: quella ai XI Giochi olimpici invernali e ai XII Giochi olimpici invernali e nei XIII Giochi olimpici invernali ottenne una medaglia d'argento. Per quanto riguarda la nazionale russa è stato capitano della stessa per molto tempo, superando i 200 goal, score battuto soltanto Aleksandr Mal'cev.